# Cervus
A Cervus az emlősök (Mammalia) osztályának párosujjú patások (Artiodactyla) rendjébe, ezen belül a szarvasfélék (Cervidae) családjába és a szarvasformák (Cervinae) alcsaládjába tartozó nem.
Családjának és alcsaládjának a típusneme.

## Kifejlődésük
A Cervus szarvasnem legelső képviselője, körülbelül 12 millió évvel ezelőtt jelent meg, Eurázsiában a miocén korban. Észak-Amerikába csak a pleisztocén kori jégkorszakok idején költözött át, a Bering-földhídon keresztül.

## Rendszertani besorolásuk
Az 1970-es évekig a Cervusok közé tartóztak az Axis-, Dama-, Elaphurus- és Hyelaphus-fajok is. Az 1980-as évek végéig a Przewalskium-, a Rucervus- és a Rusa-fajokat is idesorolták, de aztán ezeket kivették innen és megalkották nekik a saját nemeiket. Azonban a legújabb genetikai kutatások azt mutatják, hogy a kivont fajokból; a pettyes szarvas (Axis axis), a mocsári szarvas (Rucervus duvaucelii), a Schomburgk-szarvas (Rucervus schomburgki) és a dámszarvasok (Dama) kivételével az összes többi fajt vissza kéne helyezni a Cervus nembe. A Przewalskiummal ez meg is történt.
Továbbá egyes rendszerezők a gímszarvas, a vapiti és a szikaszarvas egyes alfajait, illetve állományait külön fajoknak tekintik. Míg mások a gímszarvast a vapitit egy fajként tartják számon.
A különböző alfajok és állományok faji szintre emelését genetikai és alaktani bizonyítékok is alátámasztják.

## Rendszerezése
A nembe az alábbi 4-5 élő faj és 4 fosszilis faj tartozik:
- Cervus alnem – 2-3 faj
  - vapiti (Cervus canadensis) (Erxleben, 1777)[6]
  - gímszarvas (Cervus elaphus) Linnaeus, 1758 - típusfaj
- Przewalskium alnem – 1 faj
  - fehérajkú szarvas (Cervus albirostris) (Przewalski, 1883)[7]
- Sika alnem – 1 faj
  - szikaszarvas (Cervus nippon) Temminck, 1838

- †Cervus ertborni
- †Cervus falconeri
- †Cervus giganteus
- †Cervus rhenanus

## Rendszertani eltérés
Legelőször a fehérajkú szarvast a Cervus nembe helyezték, a Przewalskium alnem tagjaként, de később az alnemet nemi rangra emelték. Azonban a genetikai kutatások azt mutatták, hogy a Cervusok közül való kivonása elhamarkodott volt, és a fehérajkú szarvas, valójában igazi Cervus-faj, így visszakerült a korábbi nemébe.

## Fajok

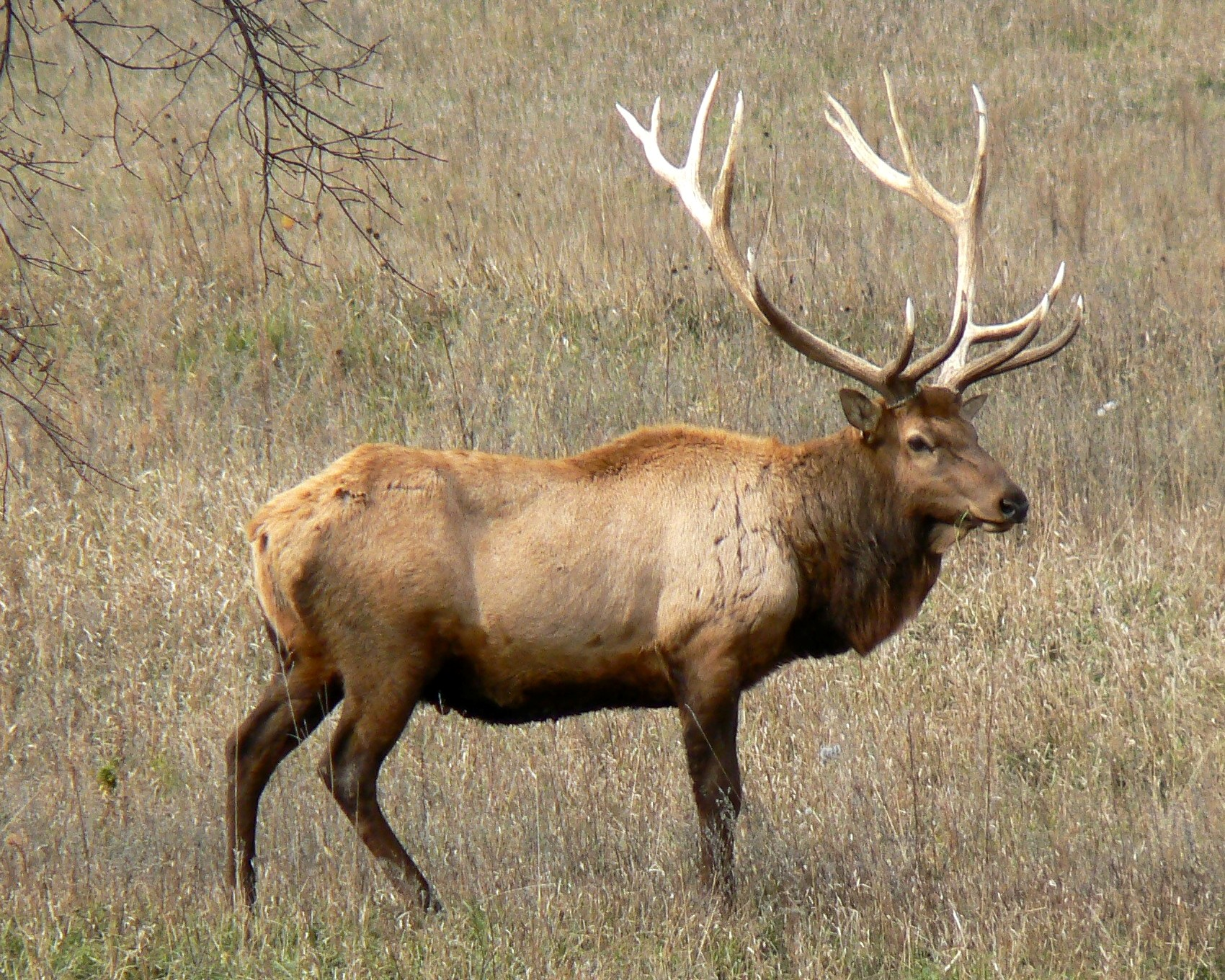
Cervus canadensis
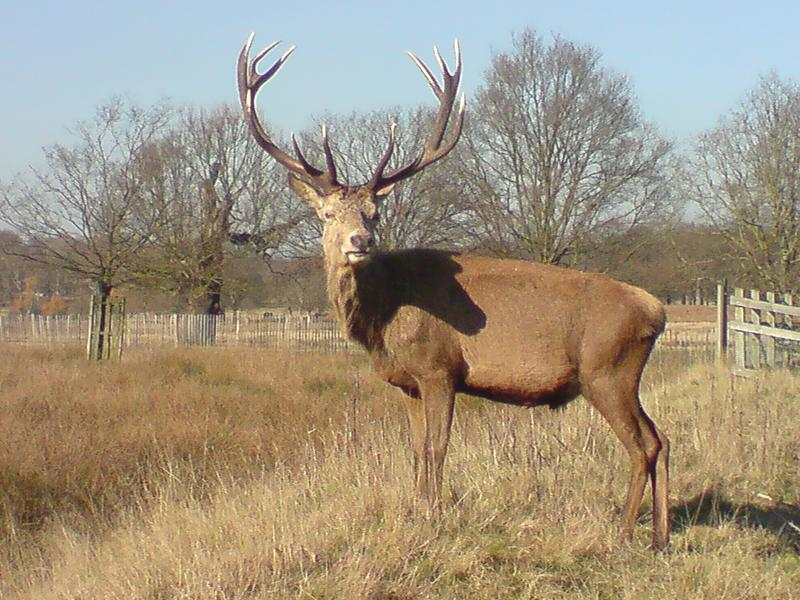
Cervus elaphus
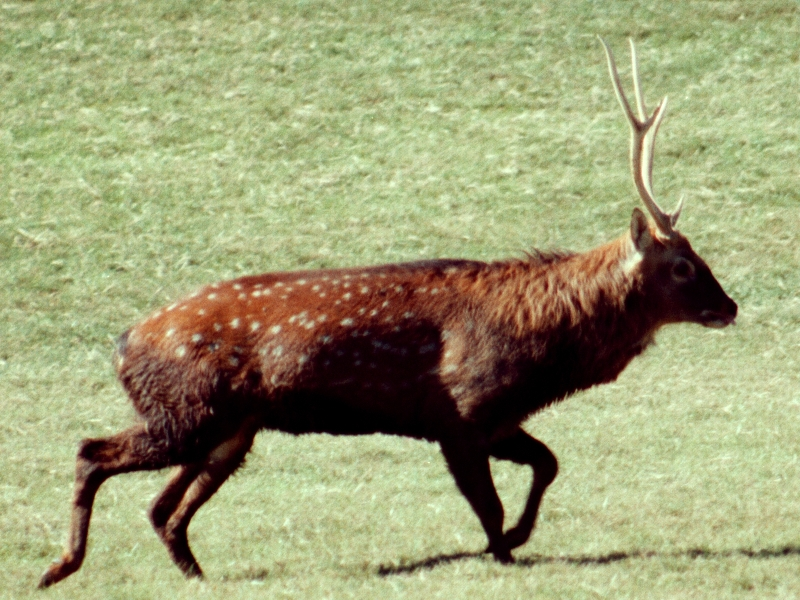
Cervus nippon
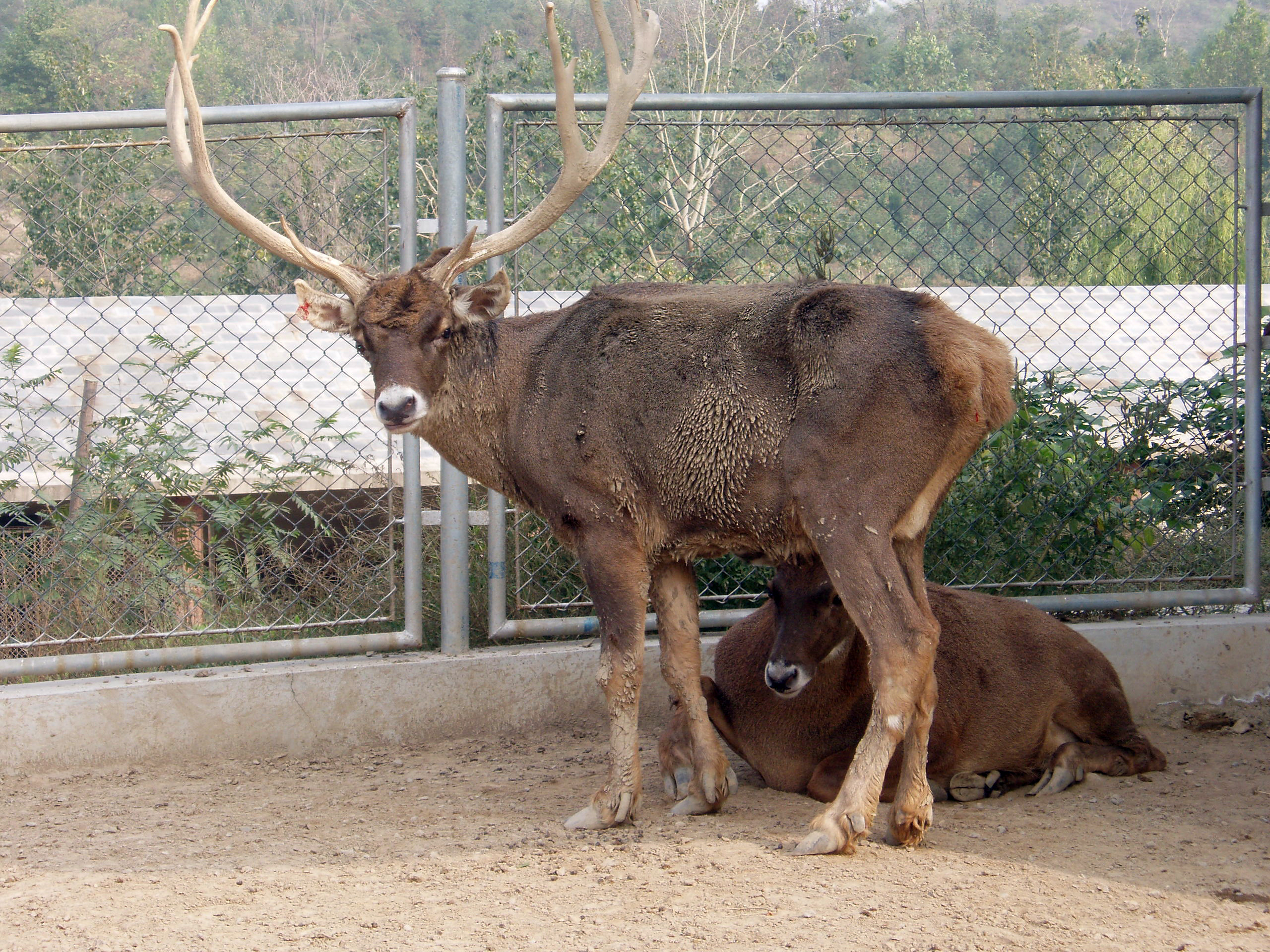
Cervus albirostris

### Fordítás
- Ez a szócikk részben vagy egészben  a   Cervus című angol Wikipédia-szócikk ezen változatának fordításán alapul.  Az eredeti cikk szerkesztőit annak laptörténete sorolja fel. Ez a jelzés csupán a megfogalmazás eredetét és a szerzői jogokat jelzi, nem szolgál a cikkben szereplő információk forrásmegjelöléseként.